# Xylodromus affinis
Xylodromus affinis är en skalbaggsart som först beskrevs av Ulrich Gerhardt 1877.  Xylodromus affinis ingår i släktet Xylodromus, och familjen kortvingar. Arten är reproducerande i Sverige.